# گرانسدورف
گرانسدورف (به آلمانی: Gransdorf) یک شهر در آلمان است که در بیتبورگ-پروم واقع شده‌است.